# Гефен (Тіроль)
Гефен (нім. Höfen) —  громада округу Ройтте у землі Тіроль, Австрія.
Гефен лежить на висоті 868 м над рівнем моря і займає площу 8,3 км². Громада налічує 1267 мешканців.
Густота населення 153/км².
|                                |
| Гефен на мапі округу та землі. |

 Адреса управління громади: Hauptstraße 24, 6604 Höfen (Tirol).

## Галерея

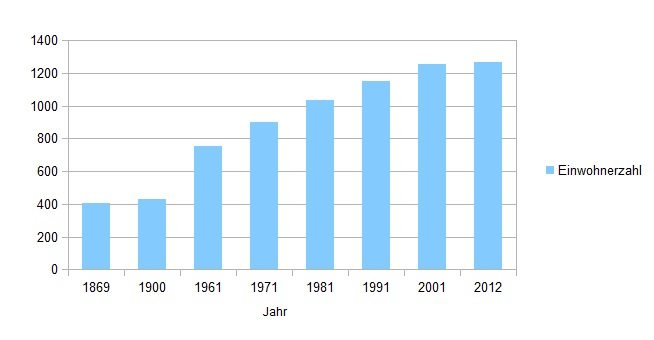
Динаміка населення